# Luisa Görlich
Luisa Görlich (2 dicembre 1998) è una saltatrice con gli sci tedesca.

## Biografia
Attiva in gare FIS dall'agosto del 2011, la Görlich ha esordito in Coppa del Mondo il 31 gennaio 2016 a Oberstdorf (28ª); ai Mondiali juniores di Park City 2017 ha vinto la medaglia d'oro nella gara a squadre, mentre a quelli di Kandersteg/Goms 2018 ha conquistato la medaglia d'argento nella gara a squadre mista. Ai Mondiali di Oberstdorf 2021, suo esordio iridato, si è classificata 19ª nel trampolino lungo e 5ª nella gara a squadre e a quelli di Planica 2023 ha vinto la medaglia d'oro nella gara a squadre e si è piazzata 20ª nel trampolino normale.

## Palmarès

### Mondiali
- 1 medaglia
  - 1 oro (gara a squadre a Planica 2023)

### Mondiali juniores
- 2 medaglie:
  - 1 oro (gara a squadre a Park City 2017)
  - 1 argento (gara a squadre mista a Kandersteg/Goms 2018)

### Coppa del Mondo
- Miglior piazzamento in classifica generale: 20ª nel 2020
- 1 podio (a squadre):
  - 1 terzo posto